# Chapais (Quebec)
Chapais é uma comunidade localizada na província de Quebec, no Canadá.